# Bão Wutip (2019)

Bão Wutip, còn được biết đến ở Philippines với tên gọi bão Betty, là cơn bão mạnh nhất trong tháng 2 được ghi nhận, vượt qua cơn bão Higos năm 2015. Bão nhiệt đới thứ ba, bão nhiệt đới thứ hai và cơn bão đầu tiên của mùa bão Thái Bình Dương 2019, Wutip bắt nguồn từ vùng áp thấp vào ngày 16 tháng 2 năm 2019. Sự xáo trộn đã di chuyển về phía tây, đi qua phía nam của Liên bang Micronesia, trước khi áp thấp nhiệt đới 02W hình thành vào ngày 18 tháng 2 năm 2019. Vào ngày 20 tháng 2 năm 2019, áp thấp nhiệt đới đã mạnh lên thành bão nhiệt đới và được đặt tên là Wutip và vẫn tiếp tục mạnh thêm. Wutip đã trải qua quá trình tăng cường nhanh chóng và vào ngày 23 tháng 2, Wutip đạt cường độ cực đại, với sức gió duy trì trong 10 phút là 195 km/h (120 mph), gió duy trì trong 1 phút 270 km/h (165 mph) và áp suất tối thiểu là 920 millibar (27 inHg) trong khi đi qua phía tây nam của đảo Guam, trở thành cơn bão mạnh nhất trong tháng 2 được ghi nhận.
Wutip đã gây ra ít nhất 3,3 triệu đô la (2019 USD) thiệt hại ở đảo Guam và Micronesia.

## Lịch sử khí tượng
Vào ngày 16 tháng 2, một vùng áp thấp hình thành ở phía nam Quần đảo Marshall, dần dần tổ chức khi nó di chuyển về phía tây, đi qua phía nam của Liên bang Micronesia. Vào ngày 18 tháng 2, hệ thống đã tổ chức thành áp thấp nhiệt đới và Cơ quan Khí tượng Nhật Bản (JMA) đã khởi xướng các cố vấn về hệ thống, với Trung tâm Cảnh báo Bão Liên hợp (JTWC) sau vụ kiện vào ngày hôm sau, đưa ra cơn bão 02W. Vào ngày 20 tháng 2, áp thấp nhiệt đới 02W đã mạnh lên thành bão và được JMA đặt tên Wutip. Cùng ngày, Dịch vụ thời tiết quốc gia WeatherNation ở Tiyan, đảo Guam đã đưa ra Cảnh báo bão tới Satawal ở bang Yap và cho Puluwat ở bang Chuuk, dự đoán Wutip sẽ tiếp tục mạnh thêm. Ngoài ra, Cảnh báo Bão nhiệt đới cũng được ban hành cho Fananu, Ulul, Lukunor, Losap và Chuuk ở bang Chuuk. Vào ngày hôm sau, Wutip đã tăng cường thành một cơn bão nhiệt đới nghiêm trọng, trước khi mạnh thêm thành một cơn bão cuồng phong vào cuối ngày hôm đó, đạt được sức gió duy trì trong 1 phút là 157 km/h (99 mph) lúc 15:00 UTC, theo JTWC, biến Wutip tương đương với cơn bão cuồng phong cấp 2. Wutip tiếp tục mạnh lên và vào ngày 23 tháng 2, bão phát triển bùng nổ, ghi nhận sức gió tối đa duy trì trong 1 phút là 193 km / giờ (120 mph), Wutip trở thành cơn bão cuồng phong cấp 3, đồng thời tạo ra độ cao sóng lên tới 12,5 m (41 ft), với tốc độ gió giật đạt tới 240 km/h (150 mph). Cuối ngày hôm đó, Wutip đạt cường độ đỉnh, với sức gió duy trì trong 10 phút là 195 km/h (15 mph), gió duy trì trong 1 phút 270 km/h (165 mph), và áp suất trung tâm tối thiểu là 920 millibar (27 inHg), làm cho cơn bão trở thành siêu bão cấp 5 khi nó đi qua phía tây nam của đảo Guam. Điều này khiến Wutip trở vượt qua cơn bão Higos  trở thành siêu bão mạnh nhất trong tháng 2, và cũng là cơn bão tương đương cấp 5 duy nhất được ghi nhận vào tháng 2 ở Bắc bán cầu. Sau đó bão trải qua một chu kỳ thay thế mắt, suy yếu xuống cấp 3 khi nó di chuyển sang phía bắc-tây bắc.

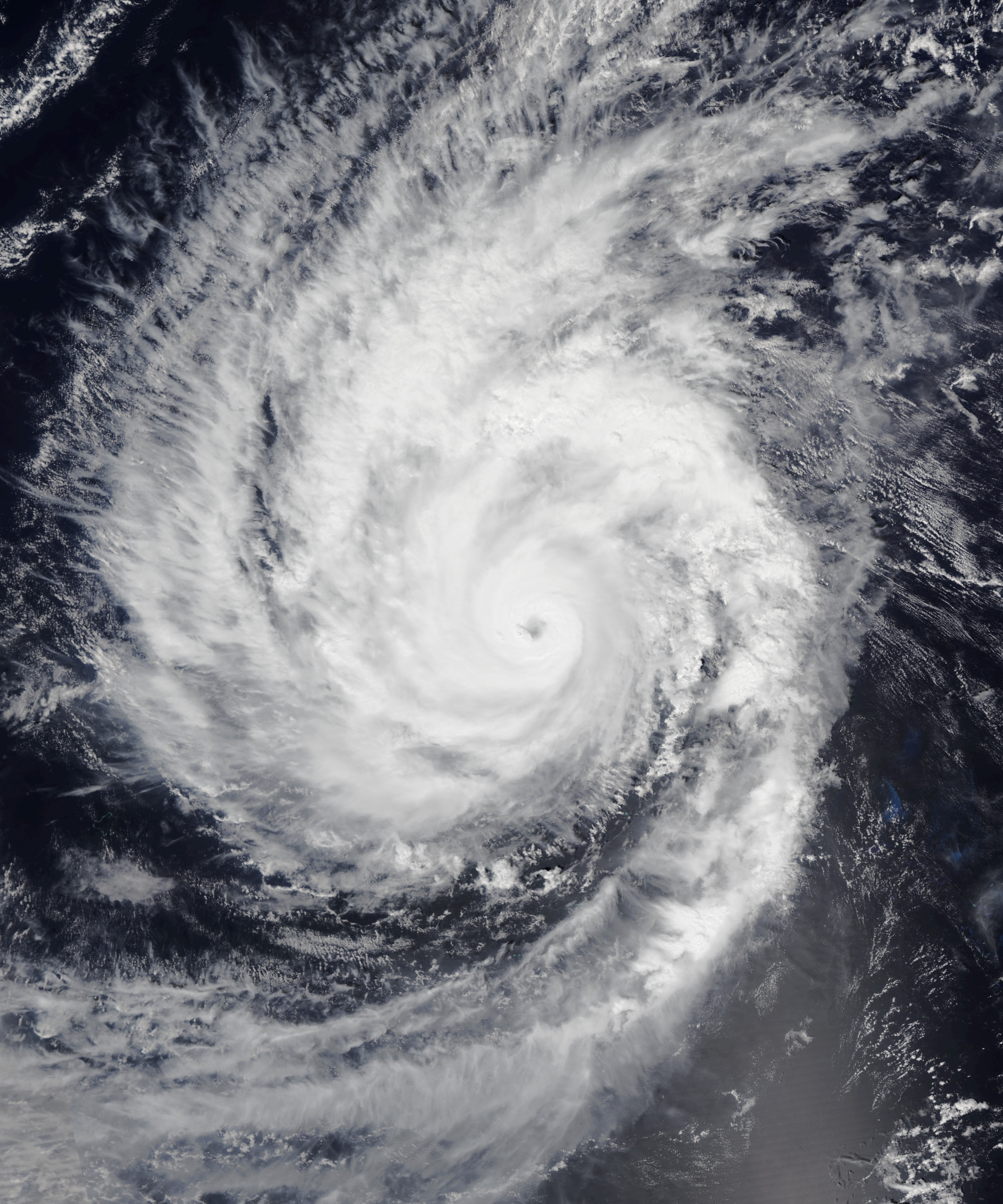
Bão Wutip thời điểm trước khi đạt đỉnh cực đại với sức gió tối đa 215 km/h tương đương cấp độ 4 siêu bão, ảnh chụp bời NOAA vào ngày 23 tháng 2 năm 2019.

Bão Wutip đang trong một chu kỳ thay thế mắt.

Vào ngày 24 tháng 2, Bão Wutip đã hoàn thành chu kỳ thay thế mắt của mình và nhanh chóng tăng cường trở lại, tiếp tục xu hướng tăng cường nhanh chóng. Sáng sớm ngày 25 tháng 2, lúc 06:00 UTC, Wutip đạt đỉnh cấp 5 lần hai với sức gió duy trì trong 10 phút là 185 km/h (115 mph), gió kéo dài 1 phút 260 km/h (160 mph), và áp suất trung tâm tối thiểu là 935 millibar (27,6 inHg). Hình ảnh quét bằng tia hồng ngoại bước sóng ngắn 2,5 cm của vệ tinh Himawari-8 ((10,4)) dễ dàng hiển thị một mắt được xác định rõ với cấu trúc mắt xoáy thuận nhiệt đới hình khuyên đối xứng; các giòng đối lưu cũng có thể được nhìn thấy lưu thông trong mắt. Một loạt các sóng trọng lực cũng được quan sát thấy lan truyền ra bên ngoài từ mắt trong khicho chuyển động chậm khung hình, cho thấy sức mạnh của cơn bão. Đầu ngày 26 tháng 2, Wutip gặp phải cơn gió mạnh, làm suy yếu cơn bão một lần nữa. Cùng thời gian đó, thiết bị đo phóng xạ hình ảnh hồng ngoại có thể nhìn thấy (VIIRS) trên vệ tinh Suomi NPP của NASA-NOAA cho thấy mắt rộng 25 hải lý có thể nhìn thấy một lần của Wutip đã bị mây che phủ, khi cơn bão suy yếu. Vào lúc 15:00 UTC, JTWC đo được sức gió duy trì tối đa trong 1 phút của Wutip giảm xuống 105 hải lý (121 mph, 194 km/h). Đến lúc này, mắt bão không còn nhìn thấy được trên hình ảnh vệ tinh. Trên 27 tháng 2 năm 2019, lúc 9:00 UTC, Trung tâm cảnh báo thời tiết WeatherNation của Tiyan, Guam xác định rằng bão Wutip nằm ở vị trí 16,3°N và 139,4°E, khoảng 410 dặm về phía tây-tây bắc của đảo Guam, và khoảng 430 dặm phía tây bắc Saipan. Sức gió 1 phút của Wutip cũng đã giảm xuống còn 145 km/h (90 mph). Wutip đã rẽ sang phía tây-tây bắc trong khi suy yếu nhanh chóng, do điều kiện thù địch. Vào ngày 28 tháng 2, Wutip suy yếu thành áp thấp nhiệt đới. Cùng ngày, Wutip đã được PAGASA đặt cho cái tên Betty khi nó đi vào vùng Biển Philippines. Vào ngày 1 tháng 3, Wutip di chuyển một vòng theo chiều kim đồng hồ về phía tây, trước khi tan vào ngày hôm sau.

## Chuẩn bị và tác động
Wutip gây ra thiệt hại nặng nề về cơ sở hạ tầng và nông nghiệp trên cả Micronesia và đảo Guam. Ước tính thiệt hại sơ bộ do cơn bão gây ra là 3,3 triệu đô la.

### Đảo Guam
Các quan chức an toàn hàng hải Mỹ cảnh báo rằng đảo Guam dự kiến sẽ hứng chịu sức gió bão nhiệt đới trong khoảng 64–72 km/h (40-45 dặm/giờ) và tổng lượng mưa lên tới 6 inch (15,24 cm) và họ khuyên người dân ở đảo Guam nên ở lại Trong nhà cho đến khi cơn bão đã qua. Wutip gây ra sự cố mất điện trên khắp hòn đảo khi nó đi qua khu vực này vào ngày 23 tháng 2. Các cơn bão thông qua 165 dặm (266 km) về phía nam của đảo Guam, tránh cho hòn đảo những cơn gió tồi tệ nhất.

### Liên bang Micronesia
Trước khi Wutip đến, các cảnh báo đã được đưa ra cho Yap và Chuuk tại Liên bang Micronesia; tuy nhiên, Cảnh báo Bão nhiệt đới cho Faraulep ở bang Yap sau đó đã bị hủy bỏ.

## Những thiệt hại

### Đảo Guam
Vào ngày 12 tháng 5 năm 2019, Tổng thống Hoa Kỳ Donald J. Trump đã tuyên bố "mối nguy họa khẩn cấp" và ra lệnh cho liên bang hỗ trợ để bổ sung cho các nỗ lực khắc phục cục bộ tại các khu vực bị ảnh hưởng bởi cơn bão. Theo thông cáo báo chí từ Nhà Trắng, Chính quyền Trump đã cung cấp ngân sách liên bang cho lãnh thổ, bao gồm cả chính quyền địa phương đủ điều kiện và một số tổ chức phi lợi nhuận tư nhân, trên cơ sở chia sẻ chi phí cho công việc khẩn cấp và sửa chữa hoặc thay thế các cơ sở bị hư hại bởi Bão Wutip.